# Cristian Baroni
Cristian Mark Junio Nascimento Oliveira Baroni albo po prostu Cristian (ur. 25 czerwca 1983 w Belo Horizonte) – brazylijski ofensywny pomocnik. Jego żoną jest córka Edilsona Guimarães Baroniego zwanego po prostu Baroninho.

## Kariera klubowa

### Wczesne lata
Cristian Baroni w 2005 roku grając dla Paulisty w 2005 roku zdobył Copa do Brasil. W 2006 roku przeszedł do Athletico Paranaense, w którym spędził jeden sezon, po którym to w roku 2007 przeniósł się do CR Flamengo, w którym miał dość duży wpływ na piątą pozycję jego klubu na końcu sezonu, dzięki to której klub awansował do Copa Libertadores.

### Corinthians
Pod koniec 2008 roku w barwach Corinthians Paulista zagrał w kilku spotkaniach Campeonato Brasileiro Série B, a w roku 2009 ponownie grał już na boiskach I ligi. W Pucharze stanu São Paulo 2009 strzelił na Estádio do Pacaembu gola dającego zwycięstwo swojemu zespołowi na 23 sekundy przed końcem meczu z São Paulo FC. W tym samym roku wygrał Copa do Brasil.

### Fenerbahçe
20 lipca 2009 roku Cristian przeszedł za €5 milionów do Fenerbahçe SK. Zawodnik w jednym z meczów po strzelonym golu pokazał dwa środkowe palce kibicom przeciwnej drużyny. W lipcu 2012 roku zawodnik przedłużył swój kontrakt z klubem, dzięki któremu będzie zarabiać €1,8 miliona za sezon. Pomocnik został pokochany przez fanów stołecznej drużyny. Jeden z jego najlepszych meczów to ten przeciwko Borussii Mönchengladbach, w którym Brazylijczyk strzelił dwa gole i zaliczył asystę. Znany jest też z przepięknych strzałów z dystansu. 28 sierpnia 2014 roku kontrakt zawodnika został rozwiązany za porozumieniem stron.

### Powrót do Corinthians
3 stycznia 2015 oficjalnie został potwierdzony powrót Cristiana Baroniego do Corinthians. W 2016 roku odszedł z klubu.

## Statystyki
| Fenerbahçe SK         | 2009/10 | 24  | 3  | 4  | 0 | 1 | 0 | 9  | 0 | 38  | 3  |
| Fenerbahçe SK         | 2010/11 | 28  | 0  | 3  | 0 | 0 | 0 | 4  | 0 | 35  | 0  |
| Fenerbahçe SK         | 2011/12 | 38  | 8  | 5  | 2 | 0 | 0 | –  | – | 43  | 10 |
| Fenerbahçe SK         | 2012/13 | 28  | 4  | 7  | 3 | 1 | 0 | 16 | 3 | 52  | 10 |
| Fenerbahçe SK         | Razem   | 117 | 15 | 19 | 5 | 2 | 0 | 29 | 3 | 168 | 23 |
| Stan na 19 marca 2013 |         |     |    |    |   |   |   |    |   |     |    |

## Sukcesy

### Sukcesy klubowe
Paulista
- Copa do Brasil (1): 2005

Flamengo
- Taça Guanabara (1): 2008

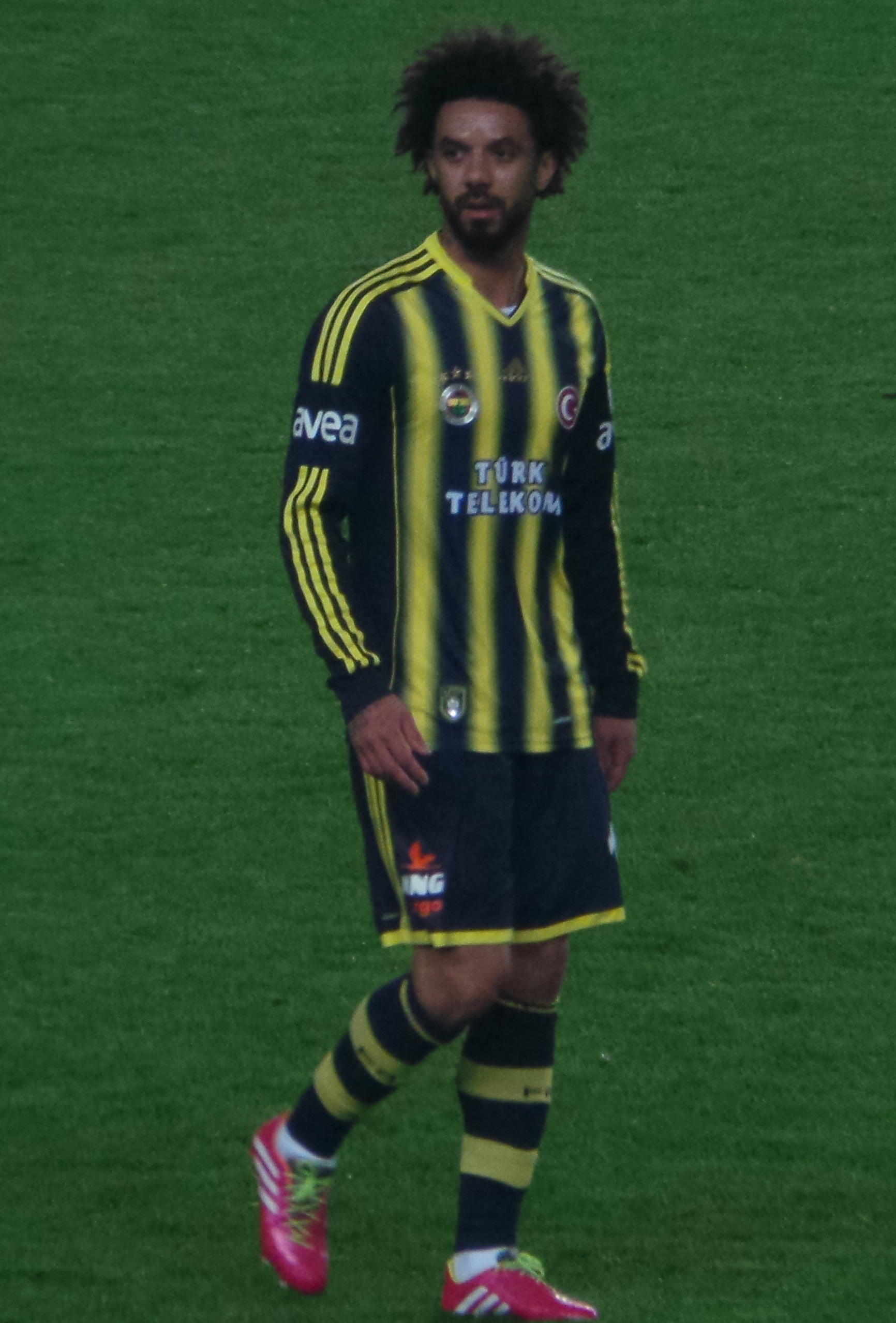
Cristian w sezonie 2013/14 jako zawodnik Fenerbahçe

- Mistrz stanu Rio de Janeiro (1): 2008

Corinthians
- Campeonato Brasileiro Série B (1): 2008
- Mistrz stanu São Paulo (1): 2009
- Copa do Brasil (1): 2009

Fenerbahçe
- Süper Lig (2): 2010/2011, 2013/14
- Türkiye Kupası (2): 2011/2012, 2012/13
- Süper Kupa (1): 2009